# Huss (Adelsgeschlecht)

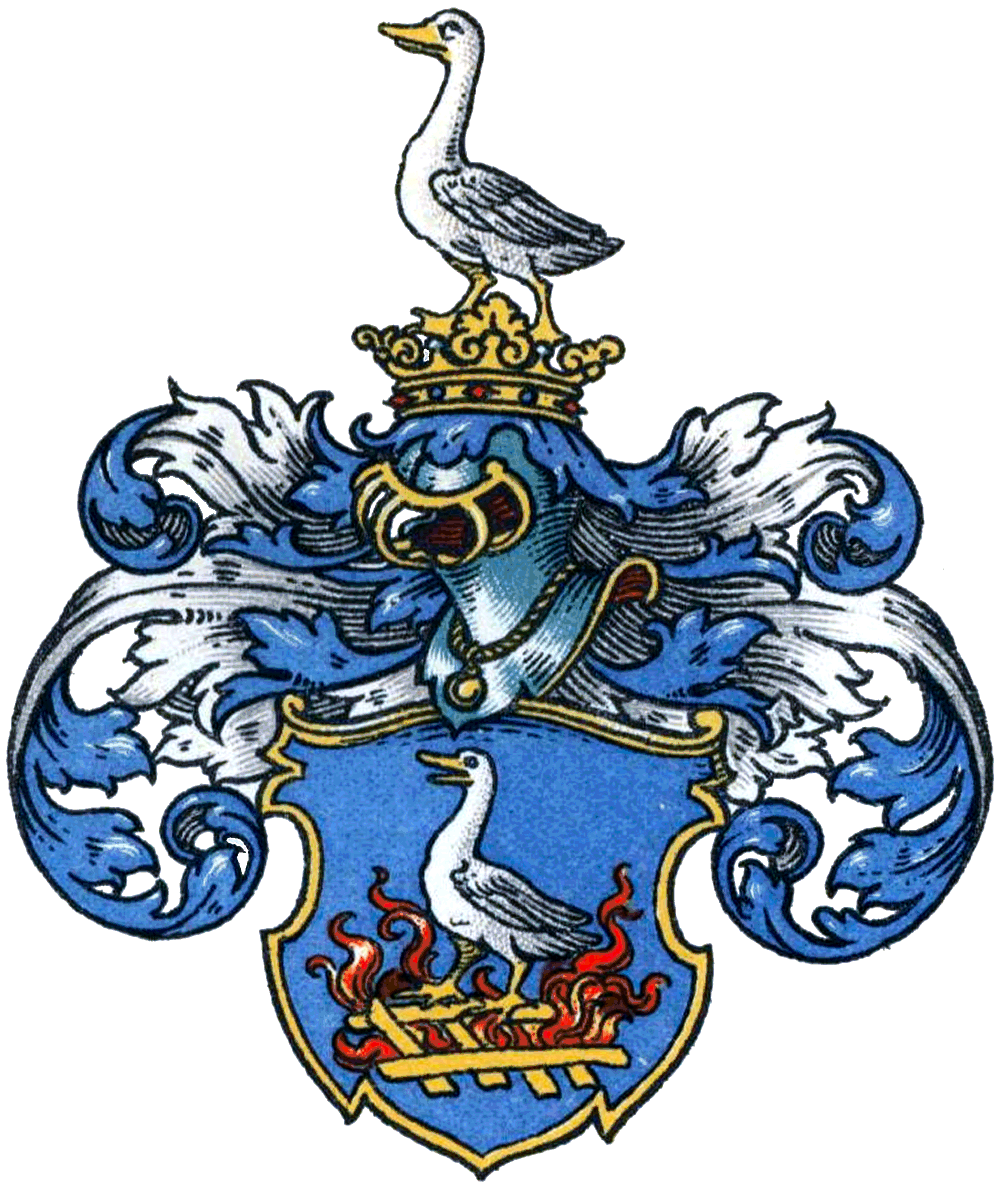
Wappen derer von Huss

Huss, auch Hus oder Huß ist der Name einer erloschenen kurbrandenburgisch-preußischen Beamtenfamilie.

## Geschichte

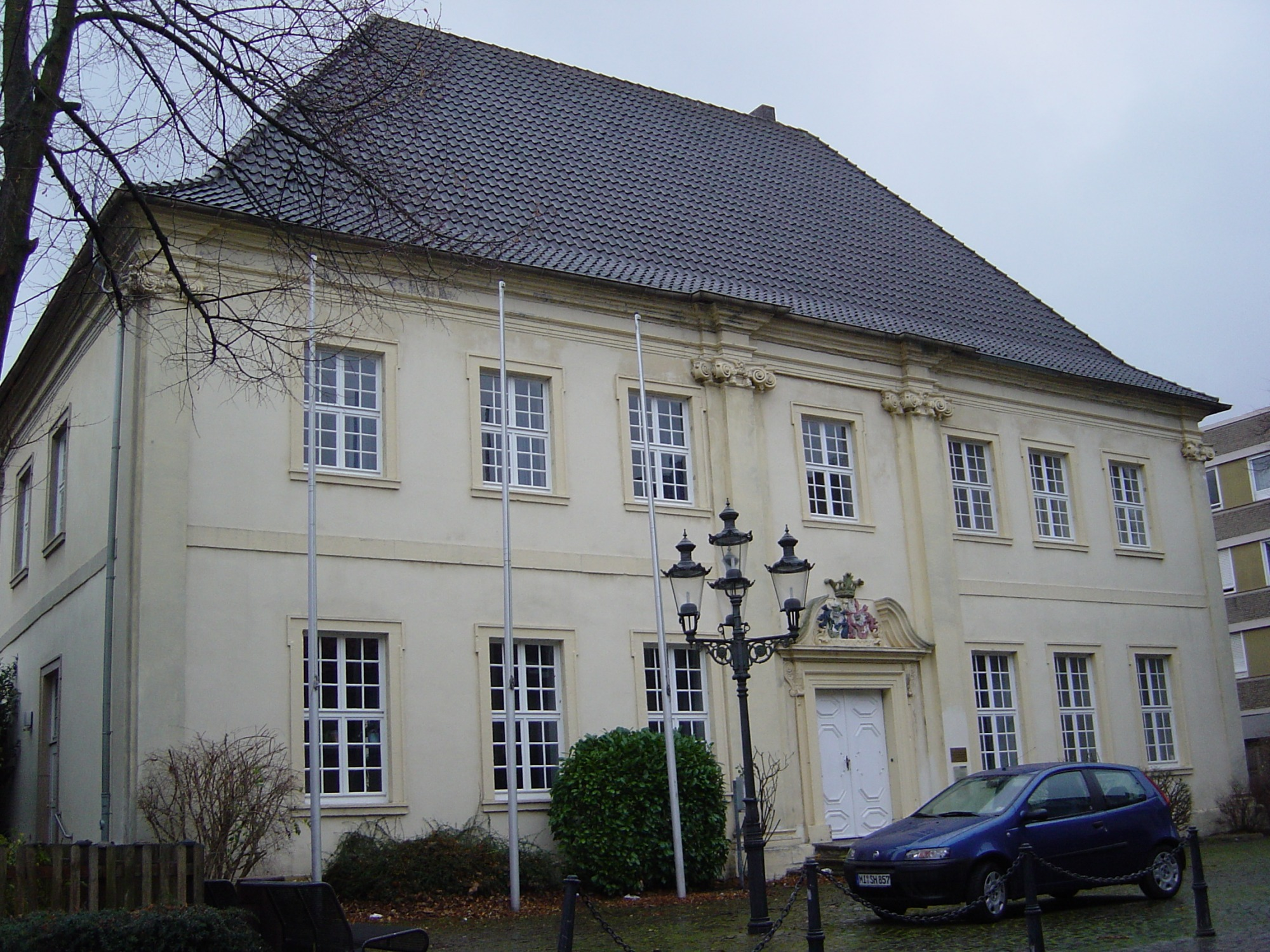
Mindener Stadtpalais, Pöttcherstraße 27; (1719–1775) bei der Familie

Der Jurist Mattias Wilhelm Huss († 1681) stand zunächst in schwedischen und bremischen Diensten, bevor er um die Mitte des 17. Jahrhunderts Regierungsrat in Minden wurde. Seine Söhne Johann Helfrich (1652–1730), Regierungsrat in Minden, Karl Adolf († 1743), Stadtpräsident in Magdeburg und Gustav Anton († 1727), Oberappellationsgerichtsrat in Berlin, wurden 1702 in den preußischen Adelstand erhoben. 1774 ist der Mannesstamm der Familie erloschen. 
Die Töchter der Familie heirateten mehrfach in einflussreiche Familien ihrer Zeit, etwa die Mieg, die von Tettau oder die von Wendt. Zu den Schwiegersöhnen der Familie zählten u. a. Johann von Martitz (1624–1695), Benjamin Ursinus von Baer (1646–1720) und Peter du Moulin (1681–1756).

## Wappen
Goldgerändert auf Blau eine auf brennenden Scheiterhaufen stehende weiße Gans (Bezug auf Jan Hus; Gans tschechisch Hus). Auf dem gekrönten Helm mit blau-weißen Decken, die Gans.

## Angehörige
- Karl Adolf von Huss († 1743), magdeburgischer Stadtpräsident
- Thomas Heinrich von Huss (1704–1774), minden-ravensbergischer Regierungsdirektor
- Carl Otto von Huss (1708–1742), preußischer Obergerichtsrat[3]